# RY Близнецов
RY Близнецов (лат. RY Geminorum), HD 58713 — двойная затменная переменная звезда типа Алголя в созвездии Близнецов на расстоянии приблизительно 1438 световых лет (около 441 парсека) от Солнца. Видимая звёздная величина звезды — от +11,04m до +8,69m. Орбитальный период — около 9,3 суток.

## Характеристики
Первый компонент — белая звезда спектрального класса A0V:e или A2Ve. Радиус — около 3,45 солнечных. Эффективная температура — около 7325 К.
Второй компонент — оранжевая звезда спектрального класса K0II или K2IV.